# Stockfish
Stockfish är en UCI-kompatibel schackmotor som finns tillgänglig för diverse olika plattformar. Den är för närvarande en av de starkaste schackmotorerna, med en Elo-rating på 3546. Stockfish utvecklades ursprungligen av Tord Romstad, Marco Costalba och Joona Kiiski, men utvecklas numera av en grupp open-source utvecklare. Den senaste versionen är 16. 

## Historik
Den första versionen av Stockfish släpptes i november 2008 av Marco Costalba. Den var då en förgrening av Tord Romstads schackmotor Glaurung 2.1. Glaurung och Stockfish utvecklades parallellt ett tag, innan Tord Romstad bestämde sig för att sluta utveckla Glaurung för att istället övergå till att fokusera på Stockfish. Sedan dess har utvecklingen övergått till att vara mer community-driven, där ett antal open-source utvecklade har bidragit med kod till Stockfish.

## Plattformar
Stockfish finns tillgänglig för Windows, MacOS, Linux, Android (operativsystem) och iOS. Då programmet är öppen källkod är det dock möjligt att kompilera det till fler plattformar.

## Utmärkelser
Stockfish har vunnit TCEC år 2014 (säsong 6) och år 2016 (säsong 9). Dessutom ligger Stockfish i toppen på Computer Chess Rating Lists, med en ranking på 3546 (40/15,4CPU).